# Barsi József
Barsi József (Jánosgyarmat, 1810. február 23. – Budapest, 1893. február 18.) magyar publicista, statisztikai és filozófiai író, a Magyar Tudományos Akadémia levelező tagja (1870).

## Életpályája
Apja, Neumann József sziléziai származású iskolamester volt. Tanulmányait 1818-ban a körmöcbányai gimnáziumban kezdte, a 2. és 3. osztályt Selmecbányán járta, a 4-6. osztályt ismét Körmöcbányán. Fiatal lévén a 6. osztályt Esztergomban ismételte; onnan a besztercebányai püspökmegyébe vétetett föl kispapnak; a nyitrai szemináriumban hallgatta a bölcseletet, a pesti papnevelőben pedig a teológiát. 1832. julius 12-én bölcselettudorrá avattatott és kirendelték Dobronára (Zólyom vármegye) káplánnak. Már akkor olvasott francia nyelven, később az olasz és angol nyelvet is elsajátította. 1833. április 6-án miséspappá szentelték föl és Jasztrabára, majd Németprónára küldték kisegítő papnak; 1834-ban Tajovára helyezték át. 1835-ben nevelő volt, 1836-ban a besztercebányai püspök titkárhelyettese lett. 1837-ben mint a 33. gyalogezred káplánja működött Milánóban, 1840-ben Korponára ment segédpapnak. 1842-ben Kóson (Nyitra vármegye), 1846. augusztus 2-án Bicskén lett plébános. 1849. január 2-án gróf Wrbna osztrák tábornok elfogatta és halálra ítélte a Pesti Hírlapban megjelent, forradalmi szellemű versei és politikai írásai miatt. Ezt az ítéletet később 20 évi várfogságra változtatták. Budára küldték foglyul, ahol szeptember 16-án húsz évi várfogságra itéltetvén, Olmützben raboskodott 1849. október 30-tól 1856. július 12-ig, midőn amnesztiát nyert. Ekkor öccsénél Privigyén tartózkodott és október 15-től Orczy Elek báró mellett nevelő volt.
1861-ben a fővárosi reáliskolához[pontosabban?] választották meg a földrajztudomány és német nyelv tanárává. Időközben a református vallásra áttérvén, 1862 októberében a pesti református gimnáziumhoz hívták meg a latin és német nyelv tanárává. 1867. május 31-én Gorove István kinevezte a Országos Magyar Királyi Statisztikai Hivatal munkatársának, ahol 1888-ig dolgozott. 1870. május 25-én a Magyar Tudományos Akadémia levelező tagjává választották. 1891-ben látását elvesztette.

## Művei
- 'Ωοη εις πεντηκοστον ετος Pest, 1830 (költemény, a m. kir. tud. egyetem 50 éves jubilaeumára)
- A 33. sz. ezred gránátos zászlóaljának zászlója fölszentelésekor mondott beszéd (Milano, 1838. német nyelven)
- Vallás szózata néhai mélt. Tarnóczy Károly özvegye Detrich Rozália asszonynak végtiszteleténél tavaszhó 4. 1846. Neumann József koósi lelkész által előadva. Nyitra
- Az iparosok vagy László mester. Szeged, 1860 (tíz aranynyal jutalmazott pályamű. Előbb a Szegedi Hiradóban. Ism. Országos N. Képes Naptár 1862)
- A szerelemről és házasságról. Kecskemét, 1861 (Jutalmazott pályamű; előbb a Szegedi Hiradóban és Napkeletben jelent meg.) Online
- Az angol parliament és eljárása. May Erskine után átdolgozva. Pest, 1861 (ism. Törvényszéki Csarnok)
- A mezei gazdaság jelen állapota. Irta b. Liebig Justus. Uo. 1862 (beszéd, a fordító eredeti jegyzeteivel)
- Az egészség négy könyve. A magyar nép szükségeihez alkalmazva. Bock C. E. után ford. Pest, 1864 (névtelenül)
- Magyarország közoktatási statisztikája 1864/65-1867/68. Uo. 1868 (Hivat. Stat. Közl. I. évf. 5. füzet)
- A népesedési mozgalom. Uo. 1869 (Statist. Előadások. 3. füz.)
- A közoktatás statisztikája. Uo. 1869 (Stat. Előad. 9. füz.)
- Az emberi öntudat jelen fokáról. Uo. 1870 (Székfoglaló Értek. a társad. tud. kör, II. k. 2. sz.)
- Magyarország felső tanintézetei és középtanodái 1870-72. Budapest, 1874 (Hivatalos Statisztikai Közlemények VII. évf. 3. füzet)
- Utazás ismeretlen állomás felé 1849–1856; Franklin, Bp., 1890 (Olcsó könyvtár)
- Utazás ismeretlen állomás felé, 1849–1856; sajtó alá rend., Berzsenyi Lénárd arcképcsarnoka, jegyz. Simon V. Péter; Európa, Bp., 1988 (Bibliotheca historica)

Utazás ismeretlen állomás felé, 1849–1856 (Bp., 1890) című művében olmützi raboskodásának emlékeit elevenítette fel.

## Ajánlott irodalom
- Vargha Gyula: Barsi József l. tag emlékezete (Akad. Ért. 1897)
- Tálas Géza: B. J. emlékezete (Vigilia, 1962. 3. sz.)